# 米罗蒙
米罗蒙（法語：Miraumont，法語發音：[miʁomɔ̃]），法国北部市镇，位于上法兰西大区索姆省，隶属于佩罗讷区，其市镇面积为13.96平方公里，2022年1月1日时人口数量为630人，在法国城市中排名第13,639位。
米罗蒙位于索姆省东北部，与加来海峡省接壤，巴黎－里尔铁路由此通过并设有车站。

## 地名来源

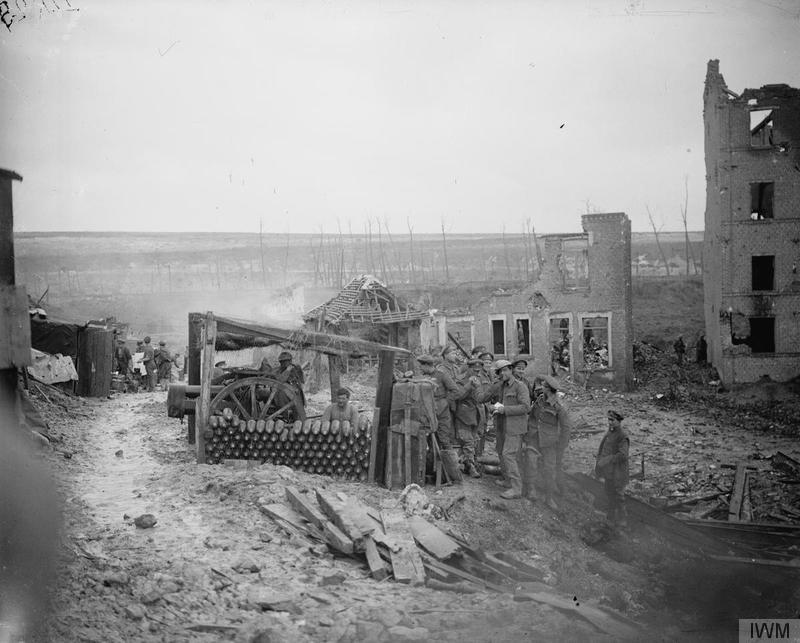
第一次世界大战期间被严重破坏的米罗蒙

“米罗蒙”一名来源于拉丁语，意为“值得敬仰的山”，对应的现代法语为“mont admirable”。

## 历史
米罗蒙最初于公元11世纪时被记载于科尔比圣伯多禄修道院的手记中。英法百年战争期间，查理五世及六世曾多次与英格兰军队在米罗蒙附近展开争夺。宗教战争期间，米罗蒙被严重破坏。法国大革命后，米罗蒙成为索姆省的一个市镇。工业革命期间，连接巴黎和里尔之间的铁路由此通过并设站。普法战争期间，普鲁士军队曾占领米罗蒙并大肆搜刮当地居民的财产。第一次世界大战期间，米罗蒙再次遭遇毁灭性破坏，当地唯一未受损的一处民居一度临时被征用为军事医院。

## 地理

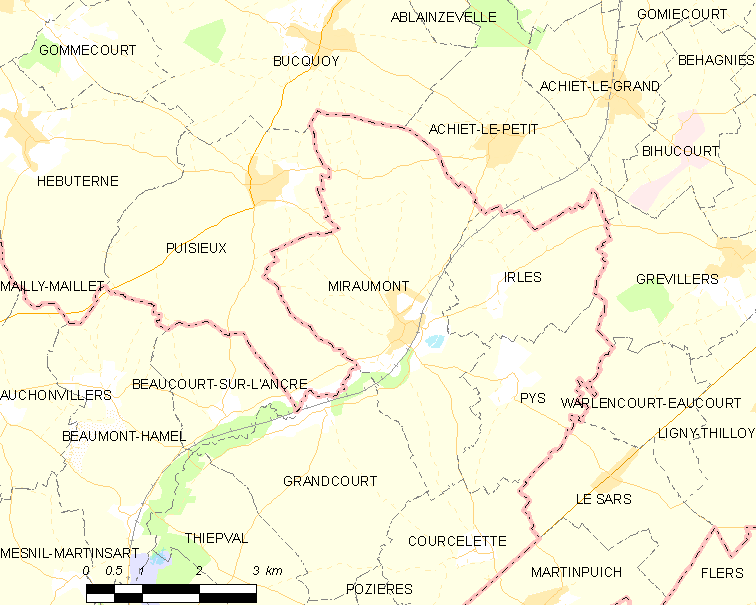
米罗蒙市镇范围地图

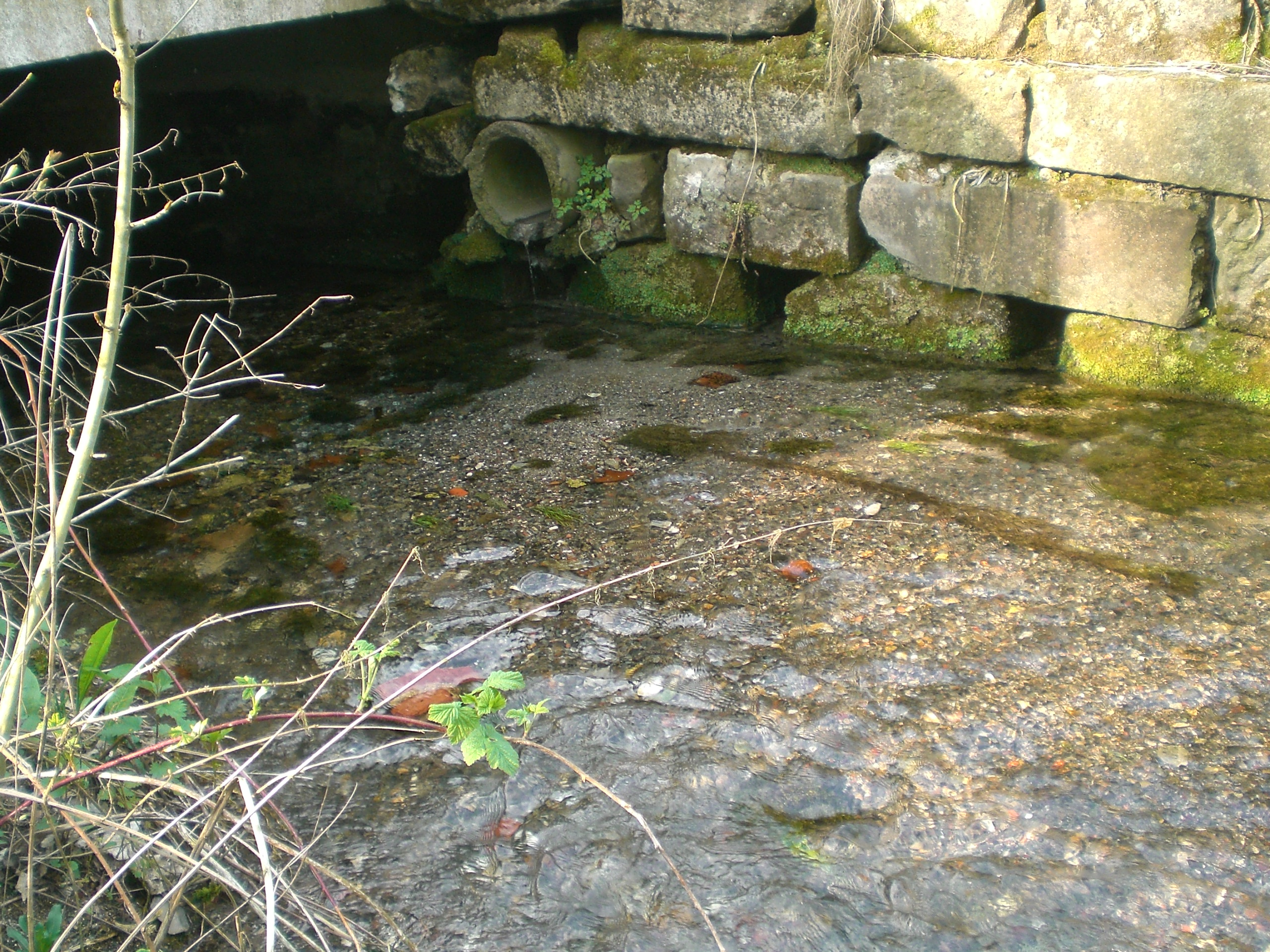
昂克尔河

米罗蒙位于法国北部，上法兰西大区中部偏东和索姆省东北部，距离省会亚眠大约42公里。与米罗蒙接壤的市镇包括：库尔瑟莱特、格朗库尔、小阿谢、比夸、皮雪、伊尔勒、皮村。

### 地形
米罗蒙位于法国北部皮卡第平原腹地，境内以缓丘为主，市镇中心地势较为平坦，全境海拔在77到142米之间。

### 水文
昂克尔河发源于米罗蒙境内，该河是索姆河的右岸支流。

### 植被
米罗蒙属于温带阔叶混交林区，林地主要分布于河流附近。
在鲜花城市的评比中，米罗蒙暂未被评级。

### 气候
米罗蒙在柯本气候分类法中属于温带海洋性气候。

## 行政区划
米罗蒙是法国上法兰西大区索姆省的一个市镇，编号为80549。米罗蒙下辖佩罗讷区，隶属于索姆省第五选区，管理米罗蒙第一县、第二县和第三县，同时也是满园春地区市镇公共社区的办公驻地。
法国国家统计与经济研究所（简称）在进行数据统计时，未将米罗蒙划入任何城市核心区（Unité urbaine）、城市区（Aire urbaine）以及城市辐射区（Aire d'attraction）内。此外，还将米罗蒙市镇整体看作一个“块区”（IRIS）。

## 交通

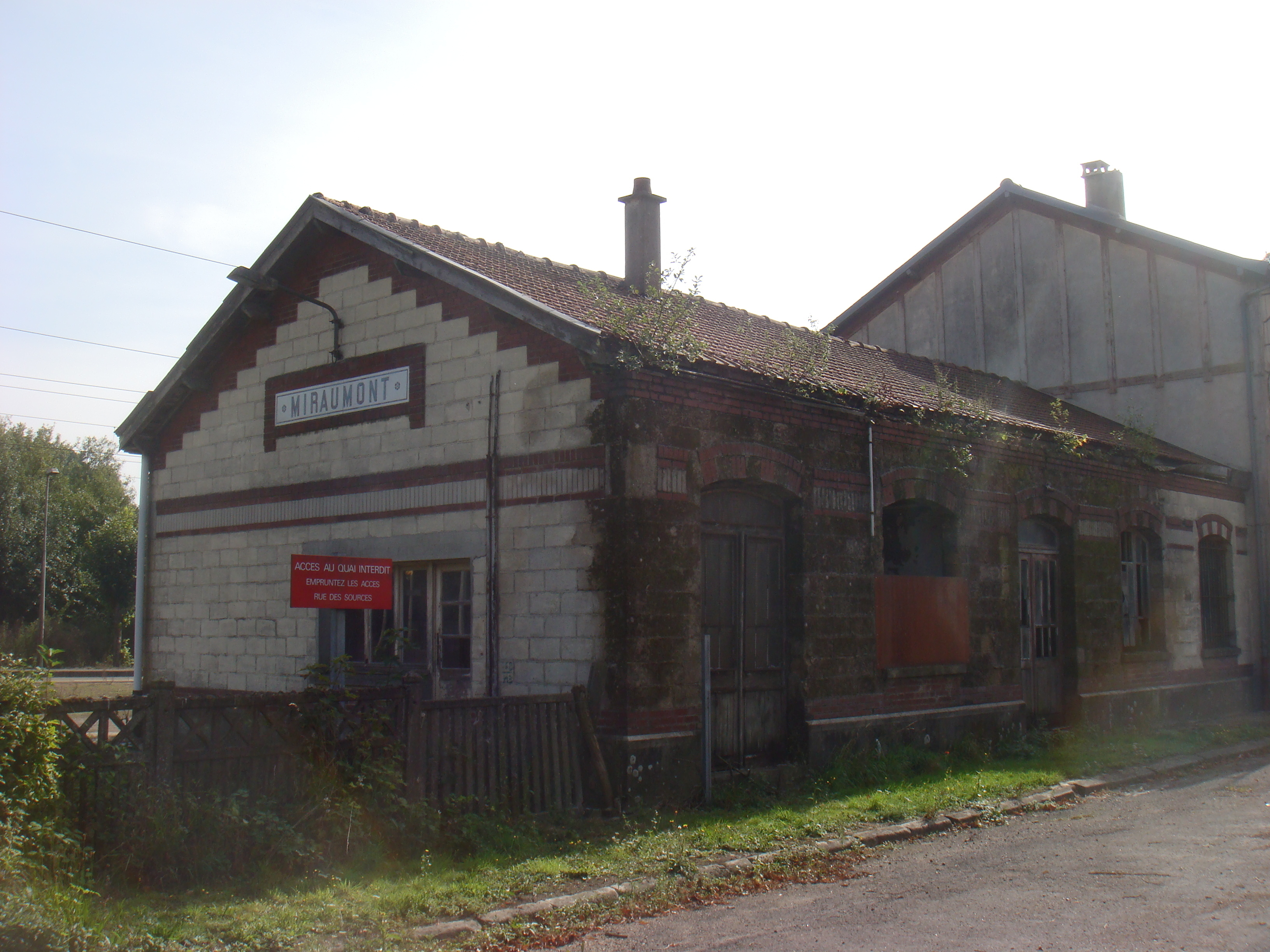
米罗蒙火车站

### 公路
多条索姆省省道在米罗蒙境内交汇，上法兰西大区下属的城际客运提供校车线路，可前往周边部分市镇。
2017年，77.7%的米罗蒙家庭拥有至少一辆私人汽车。2014年，米罗蒙境内共发生各类交通事故1起，造成1人遇难，1人受伤。

### 铁路
米罗蒙位于巴黎－里尔铁路上。米罗蒙站位于市区北部，是一个无人看守的铁路乘降所，停靠往返于亚眠和阿拉斯一线的区域列车。

### 航空
距离米罗蒙最近的民用航空站为里尔机场，距离米罗蒙市中心的公路里程约72公里。

### 城市公共交通
截至2021年8月，米罗蒙暂无城市公共交通系统。

## 政治
米罗蒙的现任市长为勒内·德拉特尔先生（René Delattre），他是一名无党派人士，在2020年的市政选举中获得了100%的支持率（无其他候选人）。
在2017年的法国总统大选中，法国极右翼政党国民阵线主席玛丽娜·勒庞在米罗蒙获得了58.92%的支持率。

## 人口
2018年，米罗蒙市镇人口数量为658，在法国排名第13,639位。其中男性336人，女性328人，75岁及以上人口占8.1%，外籍人口数量为120人，人口密度为47人/平方公里，当地居民被称为（男性）或（女性）。2019年，米罗蒙境内出生8人，死亡人口9人。
| 年份   | 1936 | 1946 | 1954 | 1962 | 1968 | 1975 | 1982 | 1990 | 1999 | 2006 | 2007 | 2012 | 2017 | 2018 |
| ------ | ---- | ---- | ---- | ---- | ---- | ---- | ---- | ---- | ---- | ---- | ---- | ---- | ---- | ---- |
| 人口數 | 741  | 725  | 707  | 684  | 680  | 671  | 695  | 632  | 655  | 698  | 705  | 685  | 664  | 658  |

## 经济
截止2021年8月，米罗蒙共有89家用人单位或自雇。

## 财政收入
2019年，米罗蒙的财政收入总额为531,780欧元，财政支出总额为534,330欧元，当年的债务总额为1,541,340欧元。2020年，米罗蒙共获得79,284欧元的国家财政补助，比上一年减少了0.02%。
2019年，米罗蒙的家庭平均月收入总额为1,982欧元，低于法国平均水平（2,318欧元）。
2017年，米罗蒙境内的青壮年（15至64岁）失业率为10.5%，当地41.9%的家庭拥有纳税资格，平均纳税2,826欧元，低于法国平均水平（3,888欧元）。

## 社会事务

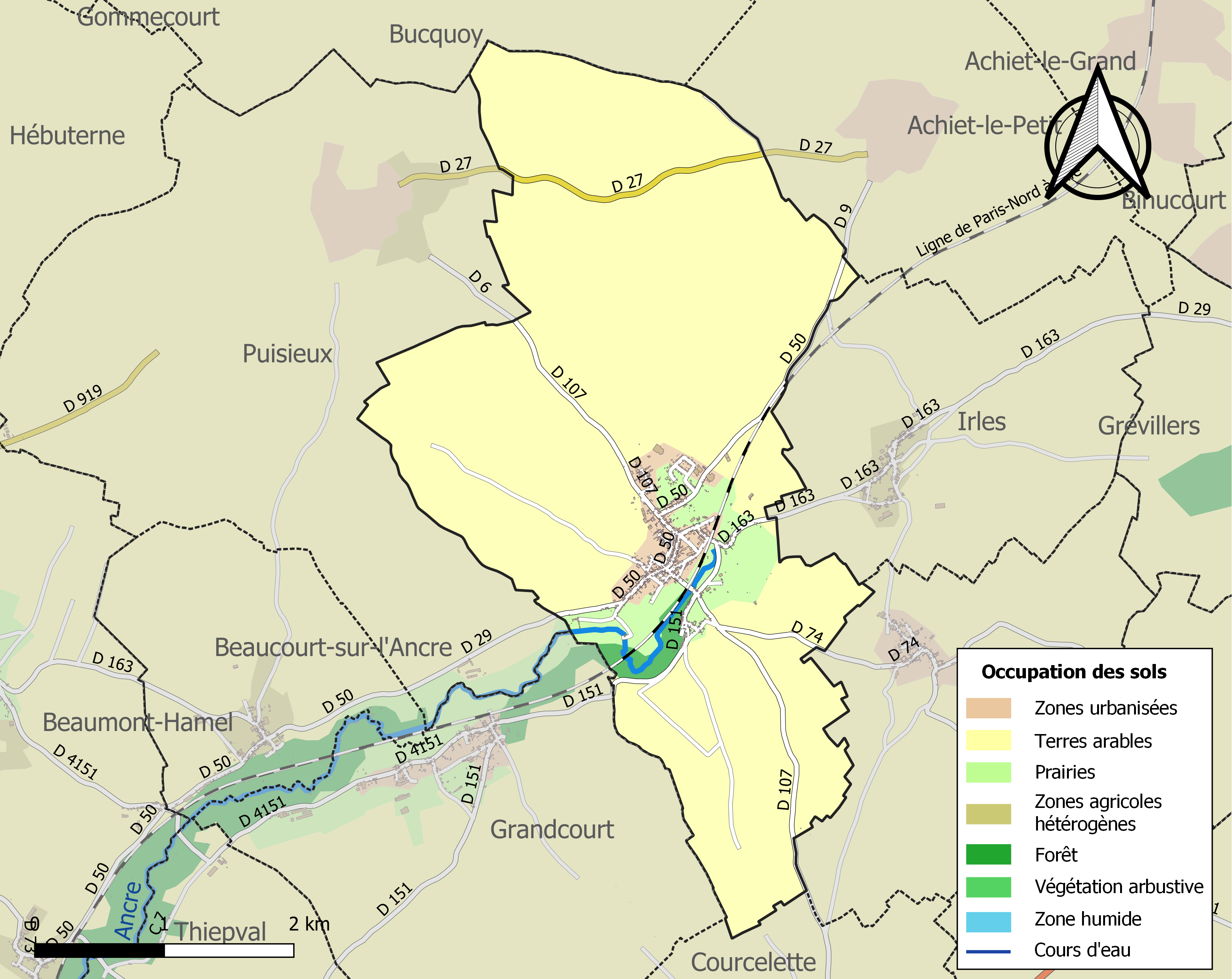
米罗蒙土地利用情况地图

### 教育
米罗蒙属于亚眠学区。截止2019年1月1日，米罗蒙境内暂无任何教育机构。

### 医疗
截止2019年1月1日，米罗蒙境内共有全科医生2名、保健师1名、护士2名和助产士1名。境内共有药房1家。
距离米罗蒙最近的区域性医疗机构为“阿尔贝中心医院”（Centre Hospitalier d'Albert），其主病区位于阿尔贝市区，设有床位284个，是当地规模最大的公立综合性医院。

### 住房
2017年，米罗蒙境内共有各类住房319套，其中96.9%为独立式居民区，2.8%为集中式居民区。常住房屋占米罗蒙市镇范围内居民建筑总量的86.8%。
在住房保障政策方面，2017年，米罗蒙境内共有39户家庭获得了住房经济补助，受益人数占总人口数量的5.9%，其中27份为房租补助。

### 商业
2019年，米罗蒙境内共有各类实体商铺13家，其中餐厅4家、汽车维修店1家。

### 体育
2019年，米罗蒙境内共有1处网球场。
截至2021年8月，米罗蒙境内暂无任何注册足球俱乐部。

### 环境
米罗蒙的环境事务由其所属的公共社区负责。2019年，米罗蒙境内暂无污染企业。

### 治安
2014年，米罗蒙及附近地区共发生各类案件3,410起，其中盗窃类案件2,052起，经济类案件294起，毒品交易类案件215起。

## 文化

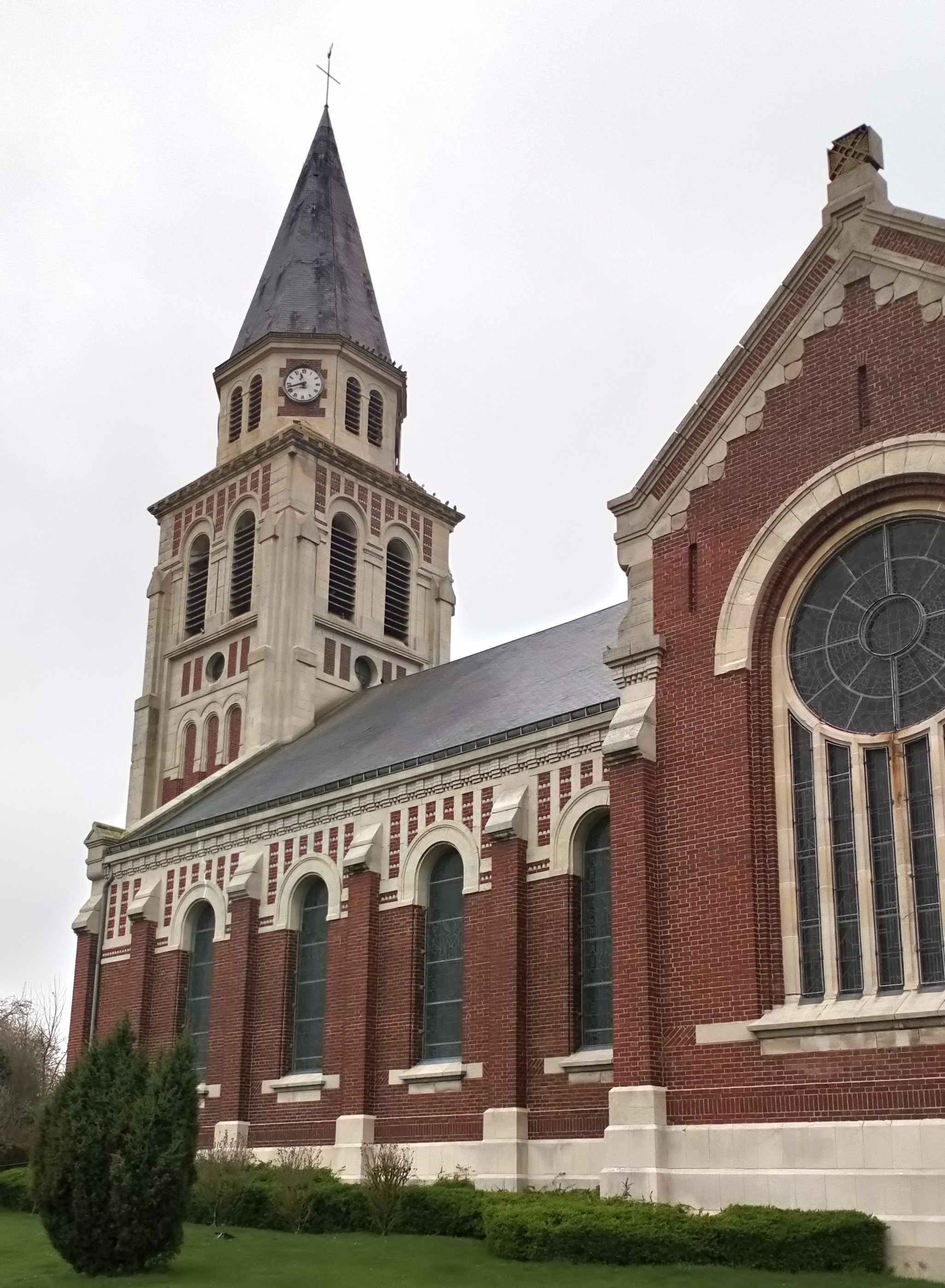
圣莱热教堂

2019年，米罗蒙境内暂无任何文化设施。米罗蒙市政府提供多媒体中心，向公众全年开放。

### 建筑
米罗蒙境内有多处历史建筑，其中位于镇中心的圣莱热教堂（Église Saint-Léger）是当地的地标性建筑物。

### 旅游
米罗蒙的旅游事务由其所属的公共社区负责。2020年，米罗蒙境内共有1个露营地，可容纳共73辆露营车。

### 媒体
法国主要的媒体均可在米罗蒙接收，法国电视三台下属的上法兰西大区频道在部分时段播出米罗蒙所属区域的地方新闻。

## 友好城市
截至2021年8月，米罗蒙暂未建立任何友好城市关系。